# Связная сумма

Связная сумма сферы с двумя ручками и тора.

Связная сумма — конструкция в топологии, позволяющая построить связное {\displaystyle n}-мерное многообразие по двум данным связным {\displaystyle n}-мерным многообразиям.
Связная сумма многообразий {\displaystyle M} и {\displaystyle N} обычно обозначается {\displaystyle M\#N}.

## Построение
Для построения связной суммы {\displaystyle M\#N} необходимо вырезать из {\displaystyle M} и {\displaystyle N} по открытому шару и склеить полученные сферические края по гомеоморфизму.
Если оба многообразия ориентируемы, то при склеивании учитывается ориентация.
Для определения связной суммы в гладкой категории, склеивают воротнички у края по диффеоморфизму.
Эта операции однозначно определена с точностью до гомеоморфизма и соответственно диффеоморфизма.

## Примеры
- {\displaystyle S^{n}\#M^{n}} гомеоморфно {\displaystyle M^{n}}.

## Свойства
- Операция связной суммы коммутативна с точностью до диффеоморфизма; то есть, {\displaystyle M\#N} диффеоморфно {\displaystyle N\#M}.
- Относительно операции связной суммы, гладкие структуры на сфере образуют группу.

## Вариации и обобщения
- Связная сумма узлов[англ.]